# Chris Gayle
Christopher Henry Gayle (nacido el 21 de septiembre de 1979) es un exjugador de críquet de las Indias Occidentales. Gayle fue un jugador importante que ayudó a los equipos de las Indias Occidentales que ganaron el ICC Champions Trophy de 2004, el ICC World Twenty20 de 2012 y el ICC World Twenty20 de 2016. En noviembre de 2020, Gayle fue nominado para el premio ICC Men's Twenty20. Cricketer of the Decade. En septiembre de 2021, Gayle fue nombrada en el equipo de las Indias Occidentales para la Copa Mundial T20 masculina de la ICC de 2021. El 6 de noviembre de 2021, Gayle se retiró del cricket internacional y jugó su último partido de T20I contra Australia.

## Carrera profesional

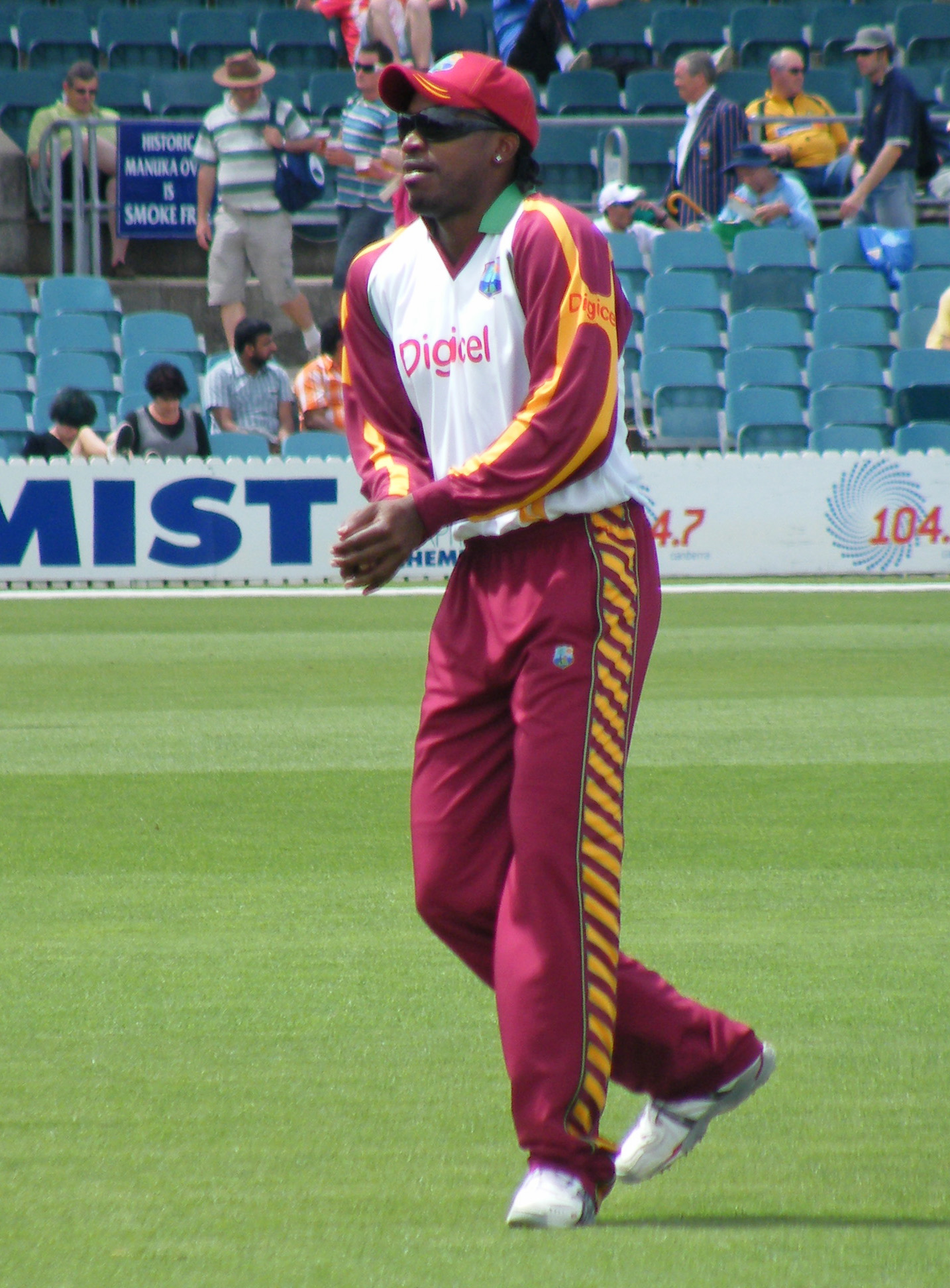
Chris Gayle en el partido de críquet Prime Ministers 11 en Canberra 2010.

Chris Gayle hizo su debut en One Day International (ODI) contra India en Toronto el 11 de septiembre de 1999. Hizo su debut en Test Cricket contra Zimbabue en Queen's Park Oval en Puerto España el 16 de marzo de 2000. Es uno de los cuatro jugadores que han anotado dos siglos triples en el nivel de Test Cricket: 317 contra Sudáfrica en 2005 y 333 contra Sri Lanka en 2010. Gayle hizo su debut en Twenty20 (T20I) contra Nueva Zelanda en Eden Park en Auckland el 16 de febrero de 2006. Fue el primer bateador en anotar un siglo T20, en el ICC World T20 de 2007, y es el único jugador en anotar dos siglos. en el mundo Twenty20. Tiene el récord de alcanzar el mayor número de seises (105) en Twenty20 Internationals.